# Phượng Kỳ
Phượng Kỳ là một xã thuộc huyện Tứ Kỳ, tỉnh Hải Dương, Việt Nam.
Xã Phượng Kỳ có diện tích 4,77 km², dân số năm 1999 là 4.328 người, mật độ dân số đạt 907 người/km².